# Fritz Plank

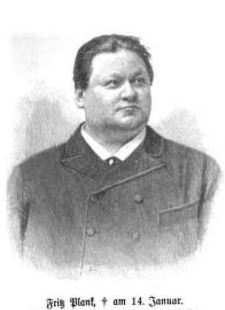
Fritz Plank

Fritz Plank (* 7. November 1848 in Wien; † 15. Januar 1900 in Karlsruhe) war ein deutscher Opernsänger (Bass-Bariton).

## Leben
Er erlernte das Handwerk des Lithographen und begann erst mit 26 Jahren die Ausbildung zum Sänger bei Friedrich Schmidt und Josef Gänsbacher. Er begann seine Laufbahn 1874 an der Komischen Oper in Wien, im Jahr darauf erhielt er ein Engagement beim Hof- und Nationaltheather in Mannheim. 1884 wurde er am Hoftheater in Karlsruhe engagiert und trat auch in vielen Wagner-Rollen in Bayreuth auf. Besonders gerühmt wurden seine Leistungen in den Rollen des Klingsor im Parsifal und des Kurwenal in Tristan und Isolde. Bei einer „Freischütz“-Probe in Karlsruhe stürzte Fritz Plank so unglücklich, dass seine Verletzungen drei Wochen später zum Tode führten.